# 新恐竜
『新恐竜』（しんきょうりゅう、原題: The New Dinosaurs: An Alternative Evolution）は、スコットランド人の地質学者でサイエンスライターである、ドゥーガル・ディクソンの1988年の著作。英語の原題の副題を日本語訳すると『もう一つの進化』。
本書は6600万年前に大量絶滅が起こらず、猶も地球に君臨し続ける恐竜達の姿を考察したものである。

## 内容
後期白亜紀の末にあたる6600万年前（K-Pg境界）の大量絶滅の原因として隕石衝突説が有力であるが、その隕石の軌道がそれて地球に衝突しなかった場合の世界が描かれている。作中で絶滅を免れた非鳥類型の恐竜は進化を続け、我々が化石記録から知る恐竜とかかけ離れた姿を持つに至っている。原著の発表当時はまだ羽毛恐竜が確認されていない時代であったが、登場する多くの恐竜は羽毛や体毛に覆われており、恐竜研究史を先取りしていると言える。
進化した恐竜の姿だけが描かれるのではなく、骨格や生態、生態系や進化史も解説されている。

### 地理区分
半ば当然ながら、恐竜がニッチ（生態的地位）の多くを占めた状態では人類は進化できようもない。しかしながら、系統立てて内容を構成するため、また地質年代的には現実の現代と同じであるために現行の生物地理区を便宜上用いており、次のように分けられている。現行8区の内、オセアニア区についてはオーストラリア区の節に含められており、南極区は項目がない。
- エチオピア区
- 旧北区
- 新北区
- 新熱帯区
- 東洋区
- オーストラリア区
- 海洋

### その描く所
本作では絶滅を免れた恐竜達がその後の地球環境の変化に合わせて進化したことが描写されているが、翼竜や首長竜の様な中生代の代表的大型爬虫類も同じく生き延びたことに設定されており、様々なニッチに広がっている様が描かれる。
- アフリカのサバンナで植食生物の地位を恐竜から奪い取った陸生翼竜
- マダガスカル島の閉鎖環境で小型化した既存種の恐竜達
- 小型獣脚類から進化した新たな樹上性恐竜の分類群、アルブロサウルス類
- 地峡によって新北区と地続きになり、既存種の多くが追いやられる新熱帯区

また中生代からほとんど進化していない小さな哺乳類を始め、爬虫類以外の生物も少数ながら紹介されている。詳細は新恐竜の生物一覧を参照。

## 各種日本語版
- 『新恐竜 -進化し続けた恐竜たちの世界-』ISBN 4478860505（新装版：ダイヤモンド社、監修：疋田努、訳：土屋晶子）
- 『新恐竜 -絶滅しなかった恐竜の図鑑-』ISBN 4900416509（旧版：太田出版、訳：楠田枝里子）
- 『新恐竜 絶滅しなかった恐竜の図鑑』ISBN 4052048113（児童書版：学研プラス、訳：G.Masukawa）

### 日本の漫画版
『マンガ版新恐竜』
小川隆章作画。双葉社。単行本は単巻。全9話。漫画アクションで2007年8月7日号から2009年1月6日号にかけて連載された。
生物を主人公にしたネイチャーコミックの短編集である。ダイヤモンド社の新装版が底本になっている。
内訳はグルマン、ペロラス、ゲシュタルト、ココナッツグラブ、マウンテンリーパー、モノコーン、ハリダン、ウォーターガルプ、タートサウルス。

## 関連深い作品
ディクソンは本書以前に、人類絶滅後、5000万年経った地球の生物を描いた『アフターマン』、本書以後も、現生人類が絶滅せずに更に進化した場合（遺伝子組み替え等の、人為的な進化を含む）を考察した『マンアフターマン』、専門家チームとの合作『フューチャー・イズ・ワイルド』などを手掛けており、いずれも仮想の条件の下で進化した生物を取り扱っている。